# Lover's End
Lover's End is het derde studioalbum van de Zweedse muziekgroep Moon Safari.
Het album is opgenomen in Skellefteå, gemixt werd er door Kjell Nästén. Moon Sarafi heeft een aantal goede zangers in zijn gelederen en daar maakt de band ook gebruik van. Er is Beatles/Beach Boysachtige zang, maar de structuur van de zang lijkt meer op Yes uit hun begindagen. De muziek is daarentegen weer melodieuzer dan die van Yes. Alhoewel de band geen aspiraties heeft singles uit te brengen, zouden sommige nummers daarop niet misstaan. Een kleine hommage aan Frank Sinatra zit in New York City summergirl.

## Musici
- Simon Åkesson – zang, toetsen, waaronder mellotron
- Petter Sandström - zang, wat gitaar en harmonica
- Anthon Johansson – gitaren en zang
- Johan Westerlund – basgitaar en zang
- Tobias Lundgren – slagwerk
- Sebastian Åkesson - zang

## Muziek
| Nr. | Titel                                          | Duur  |
| --- | ---------------------------------------------- | ----- |
| 1.  | Lover's end, part 1 (Sandström)                | 6:42  |
| 2.  | A kid called panic (Sandström, Åkesson (2x))   | 13:58 |
| 3.  | Southern belle (Åkeson, Westerlund)            | 3:46  |
| 4.  | The world's best dreamers (Åkeson, Westerlund) | 5:48  |
| 5.  | New York City summergirl (Westerlund)          | 4:08  |
| 6.  | Heartland (Åkeson, Sandström, Westerlund)      | 5:47  |
| 7.  | Crossed the Rubicon (Sanström, Åkeson)         | 9:46  |
| 8.  | Lover's end, part 2 (Sandström)                | 1:57  |